# رون فورنير
رون فورنير هو مقدم برامج إذاعية ومعلق رياضي كندي، ولد في 3 أغسطس 1949.